# Notholaena copelandii
Notholaena copelandii là một loài thực vật có mạch trong họ Adiantaceae. Loài này được C.C. Hall miêu tả khoa học đầu tiên năm 1950.